# Sexo, Blues & Rock 'n' Roll
Sexo, Blues & Rock 'n' Roll é o sexto álbum de estúdio da banda brasileira de rock Made in Brazil. É o segundo trabalho da banda que se mantém no blues, lançado em 1998. Em 2015, foi lançado a versão em CD, remasterizada e com faixas bônus.

## Faixas
- 01 - Remédio Pá Dormir
- 02 - Tô à Tôa
- 03 - Sexo, Timão & Rock 'n' Roll
- 04 - Rock Da Pompéia
- 05 - Meu Vizinho Não é Mole!
- 06 - Blues Na Madrugada
- 07 - Vou Andar
- 08 - Comi Uma Sereia
- 09 - Você Não Me Ouve (Criado Mudo)
- 10 - Um Beijo
- 11 - Por Do Sol
- 12 - Vai Trabalhar Vagabundo
- 13 - Novamante Na Estrada
- 14 - Harley Boogie - Bad Boy

CD
- 15 - Tô à Tôa (ao vivo - faixa bônus)